# Luddenham (Kent)
Luddenham est une paroisse civile et un village du Kent, en Angleterre.